# Rhombodera valida
Rhombodera valida (лат.) — вид крупных богомолов из семейства настоящих богомолов. Обитают в Индомалайской зоне.

## Этимология
На латыни valida означает сильный, могущественный или действительный. Rhombo — ромбовидный. В переводе с греческого dera означает шея.

## Описание
У Rhombodera valida более широкая, полукруглая, ромбовидная переднеспинка, чем у Rhombodera basalis.